# Ständige Vertretung Österreichs bei der Europäischen Union
Die Ständige Vertretung Österreichs bei der Europäischen Union ist die diplomatische Vertretung der Republik Österreich bei der Europäischen Union mit Sitz in Brüssel.

## Aufgaben der Ständigen Vertretung
Die Ständige Vertretung hat die Funktion einer Botschaft, die sie aber nicht gegenüber einem souveränen Staat, sondern gegenüber einer internationalen Organisation – in diesem Fall der Europäischen Union – ausübt. Sie hat die Aufgabe der Informationsvermittlung zwischen Österreich und der Europäischen Union sowie der Mitwirkung im Sinne Österreichs an der europäischen Politik. Dazu unterhält die Vertretung unter anderem intensive Beziehungen zur EU-Kommission, zum Europäischen Parlament und zum EU-Ministerrat. Sie ist weltweit die größte diplomatische Mission Österreichs.

### Gesandtschaften und Dienststellen der Ständigen Vertretung
Der ständigen Vertretung sind Dienststellen untergeordnet, die Abstellungen zu folgenden Organisationseinheiten tätigen:
- Politisches und Sicherheitspolitisches Komitee/Politische Abteilung[2]
- Antici-Gruppe[3]
- Europäisches Parlament[4]
- Militärausschuss der Europäischen Union[5]
- Verbindung zum Europäischen Parlament[6]

Daneben existieren Dienststellen für die Erledigung interner Prozesse. Diese sind wie folgt gegliedert:
- Rechtsabteilung[7]
- Besuchs- und Informationsdienst[8]
- Presse- und Kommunikationsabteilung[9]
- Verwaltung[10]

Auch findet ein ressortübergreifender Austausch mit folgenden Ministerien statt, die eigene Dienststellen bei der Vertretung unterhalten:
- Bundeskanzleramt[11]
- Bundesministerium für Arbeit und Wirtschaft
- Bundesministerium für Finanzen
- Bundesministerium für Inneres
- Bundesministerium für Justiz
- Bundesministerium für Kunst, Kultur, öffentlichen Dienst und Sport
- Bundesministerium für Land- und Forstwirtschaft, Regionen und Wasserwirtschaft
- Bundesministerium für Soziales, Gesundheit, Pflege und Konsumentenschutz
- Bundesministerium für Klimaschutz, Umwelt, Energie, Mobilität, Innovation und Technologie
- Bundesministerium für Bildung, Wissenschaft und Forschung

Die föderalen Ebenen Österreichs sind in der Ständigen Vertretung auch repräsentiert:
- Abteilung Länderangelegenheiten
- Österreichischer Städtebund
- Österreichischer Gemeindebund

Daneben existiert eine Interessensvertretung der österreichischen Finanzpolitik mit der:
- Österreichischen Nationalbank

Auch die Sozialpartner werden in der Ständigen Vertretung repräsentiert:
- Wirtschaftskammer Österreich
- Kammer für Arbeiter und Angestellte
- Konferenz der Landwirtschaftskammern Österreichs
- Österreichischer Gewerkschaftsbund

Daneben werden mit einem eigenen Verbindungsbüro in der ständigen Vertretung auch die Interessen der österreichischen Industrie mittels des Industrieverbandes IV gewährleistet.

### Öffentlichkeitsarbeit
Zu den wichtigen Aufgaben der Ständigen Vertretung gehört auch, den Bürgern direkt vor Ort einen Einblick in die Arbeit der Vertretung wie auch der Europäischen Institutionen zu geben.
- Im Jahr 2012 besuchten 144 Besuchergruppen (mit insgesamt 4274 Besuchern) die Ständige Vertretung Österreichs.

Auch werden Veranstaltungen im Zusammenhang mit Österreich von der Ständigen Vertretung koordiniert.
- 2012 waren dies 450 Veranstaltungen mit ca. 16.300 Teilnehmern.

## Ständige Vertreter
Der Ständige Vertreter im Range eines Botschafters ist ein Diplomat des Außenministeriums und vertritt die Republik im Ausschuss der Ständigen Vertreter II. Aktueller Ständiger Vertreter ist seit 2023 Thomas Oberreiter, sein Stellvertreter ist Franz Wirtenberger, der Österreich im Ausschuss der Ständigen Vertreter I (AStV I) vertritt.

### Bisherige ständige Vertreter
- Botschafter Wolfgang Wolte (1987–1993, Botschafter bei den Europäischen Gemeinschaften in Brüssel)
- Botschafter Manfred Scheich (1993 bis 1999)
- Botschafter Gregor Woschnagg (September 1999 bis März 2007)
- Botschafter Hans Dietmar Schweisgut (April 2007 bis Jänner 2011)
- Botschafter Walter Grahammer (Jänner 2011 bis 2017)
- Botschafter Nikolaus Marschik (2017–2023)
- Botschafter Thomas Oberreiter (seit 2023)